# Corsagedraad
Corsagedraad is een van de dunste draadsoorten die gebruikt worden in de bloemsierkunst.
De diktes van de draden variëren van 1,5 mm (poken) tot 0,28 mm (zilverdraad).
Corsagedraad is gemaakt van weekijzer dat zodanig verhit is dat het niet meer veert maar wel buigzaam is. Op deze manier kan een bloemsteel ondersteund of juist gezet worden.